# Малиновський (Зав'яловський район)
Мали́новський (рос. Малиновский) — селище у складі Зав'яловського району Алтайського краю, Росія. Адміністративний центр та єдиний населений пункт Малиновської сільської ради.

## Населення
Населення — 1345 осіб (2010; 1608 у 2002).
Національний склад (станом на 2002 рік):
- росіяни — 93 %